# جيني جاكسون
جيني جاكسون (بالإنجليزية: Jennie Jackson)‏ هي مغنية أمريكية، ولدت في 1852 في كينغستون في الولايات المتحدة، وتوفيت في 4 مايو 1910 في سينسيناتي في الولايات المتحدة.